# Nicolò Barattieri
Nicolò Barattieri est un ingénieur lombard actif à Venise au XIIe siècle.

## Biographie
En 1180, il élève le Campanile de Venise à 61 mètres. Vers 1181, il construisit le premier pont sur le Grand Canal un pont flottant, première version du pont du Rialto . Barattieri a érigé les deux colonnes de la Piazzetta San Marco.

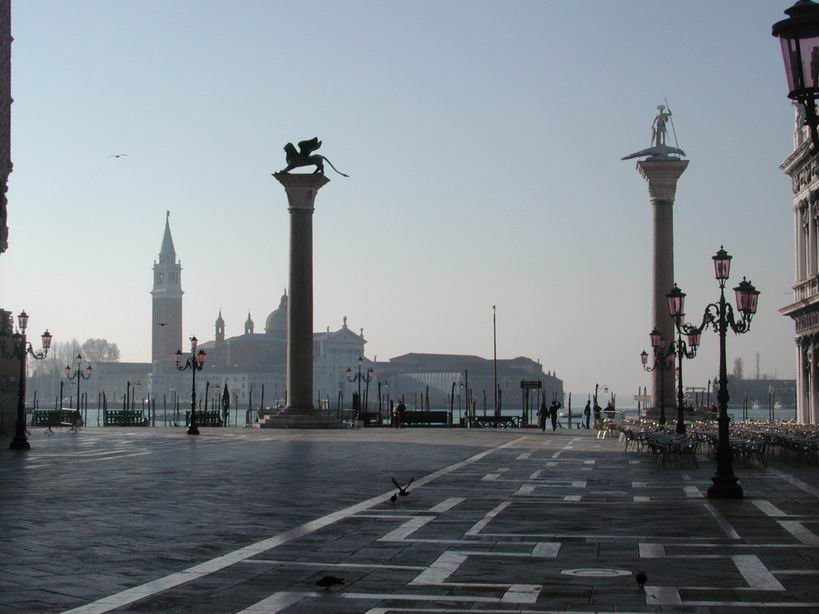
Les colonnes de Piazzetta San Marco.